# Gerhard Czermak
Gerhard Czermak (* 1942 in Brünn, Protektorat Böhmen und Mähren) ist ein deutscher Jurist und Kodirektor des Instituts für Weltanschauungsrecht (ifw).

## Leben
Gerhard Czermak wurde 1942 in Brünn geboren und wuchs als Heimatvertriebener in Bayern auf. Er ist promovierter Jurist und war von 1971 bis 2001 als Verwaltungsjurist und Verwaltungsrichter in Bayern tätig. Seit der Gründung der Giordano-Bruno-Stiftung (gbs) im Jahr 2004 gehört er dem Beirat an. Er ist langjähriger Beirat des Internationalen Bundes der Konfessionslosen und Atheisten (IBKA). Im Februar 2017 war er Mitgründer und ist seitdem Kodirektor des Instituts für Weltanschauungsrecht (ifw). 2023 wurde er vom Bund für Geistesfreiheit Augsburg mit dem Ludwig-Feuerbach-Preis ausgezeichnet.

## Wirken
Seit 1990 hat Czermak zahlreiche Veröffentlichungen zum Weltanschauungsrecht, Religionsrecht, Staatskirchenrecht sowie zur Trennung von Staat und Kirche vorgelegt. Mit Eric Hilgendorf veröffentlichte er das Lehrbuch Religions- und Weltanschauungsrecht. Für die Verfassungsbeschwerde des Bundes für Geistesfreiheit München gegen das „Tanzverbot an Karfreitag“ legte er 2010 eine juristische Stellungnahme beim Bundesverfassungsgericht vor. 2016 nahm das Gericht in seiner Entscheidung Bezug auf die Stellungnahme und erklärte das Verbot für verfassungswidrig. Hierbei wurde der Artikel 5 des Bayerischen Feiertagsgesetzes (FTG) mit der Weltanschauungsfreiheit und der Versammlungsfreiheit als unvereinbar und nichtig erklärt. Seit 2019 ist er Mitherausgeber der Schriften zum Weltanschauungsrecht im Nomos Verlag.

## Schriften (Auswahl)
- Christen gegen Juden. Geschichte einer Verfolgung. Von der Antike bis zum Holocaust, von 1945 bis heute. Nördlingen Verlag, 1989, ISBN 3-89190-449-5.
- Staat und Weltanschauung. Eine Auswahlbibliographie juristischer sowie historischer und gesellschaftswissenschaftlicher Literatur. IBDK Verlag, 1993, ISBN 3-922601-18-9.
- Staat und Weltanschauung, Bd. 2 (1993–1997). Eine annotierte juristische Bibliographie mit ergänzender nichtjuristischer Literatur. Alibri, Aschaffenburg, ISBN 3-932710-61-4.
- Religion und Weltanschauung in Gesellschaft und Recht: Ein Lexikon für Praxis und Wissenschaft. Alibri Verlag, 2009, ISBN 3-86569-026-2.
- Religiös-weltanschauliche Diskriminierung in Deutschland. In: Religiöse Intoleranz und Diskriminierung in ausgewählten Ländern Europas. Lit Verlag, 2011, ISBN 3-643-99906-2.
- mit Johann-Albrecht Haupt und Dirk Ehlers: Die Privilegien der Kirchen und das Grundgesetz: 4. Berliner Gespräche über das Verhältnis von Staat, Religion und Weltanschauung. Humanistische Union, 2011, ISBN 3-930416-26-3.
- Problemfall Religion. Ein Kompendium der Religions- und Kirchenkritik. Tectum Verlag Marburg, 2014, ISBN 978-3-8288-3285-5.
- Religions- und Weltanschauungsrecht: Eine Einführung. 2. wes. erw. Auflage. Springer Verlag, 2018, ISBN 978-3-662-56077-8.
- mit Jacqueline Neumann, Reinhard Merkel, Holm Putzke (Hrsg.): Aktuelle Entwicklungen im Weltanschauungsrecht (= Schriften zum Weltanschauungsrecht, Band 1). Nomos Verlag, Baden-Baden 2019, ISBN 978-3-8487-5907-1.
- Siebzig Jahre Bundesverfassungsgericht in weltanschaulicher Schieflage. Fälle, Strukturen, Korrekturmöglichkeiten (= Schriften zum Weltanschauungsrecht, Band 2). Nomos Verlag, Baden-Baden 2021, ISBN 978-3-8487-8194-2.
- Religiös-weltanschauliche Neutralität. Zur rechtsdogmatischen Klärung und zur deutschen Realität (= Schriften zum Weltanschauungsrecht, Band 4). Nomos Verlag, Baden-Baden 2023, ISBN 978-3-7560-1201-5.

## Gutachten (Auswahl)
- Tanzverbot an Karfreitag (gemeinsam mit Michael Schmidt-Salomon), Stellungnahme zur Verfassungsbeschwerde des bfg München vom 9.2.2010 (1 BvR 458/10)[10]
- Zum Fortbestand des Berliner Neutralitätsgesetzes nach der 2. Kopftuchentscheidung des BVerfG von 2015 für die Initiative Pro Berliner Neutralitätsgesetz[11]
- Religionsfreiheit an öffentlichen Schulen sicherstellen (gemeinsam mit Jacqueline Neumann), Drucksache 19/877, im Rahmen der öffentlichen Anhörung des Bildungsausschusses des Schleswig-Holsteinischen Landtages, Umdruck 19/1805 am 13.12.2018[12]